# فلوت اسپرینگز (اکلاهما)
فلوت اسپرینگز(به انگلیسی: Flute Springs) شهری در ایالت اکلاهما کشور ایالات متحده آمریکا است که جمعیت آن در سرشماری سال ۲۰۱۰ میلادی، ۱۳۰ نفر بوده‌است.